# IC 4286
IC 4286 је спирална галаксија у сазвјежђу Хидра која се налази на листи објеката дубоког неба у Индекс каталогу.
Деклинација објекта је - 27° 37' 55" а ректасцензија 13h 33m 35,7s. Привидна величина (магнитуда) објекта IC 4286 износи 15,1 а фотографска магнитуда 15,9. IC 4286 је још познат и под ознакама ESO 509-58, PGC 47754.